# Sheng biao

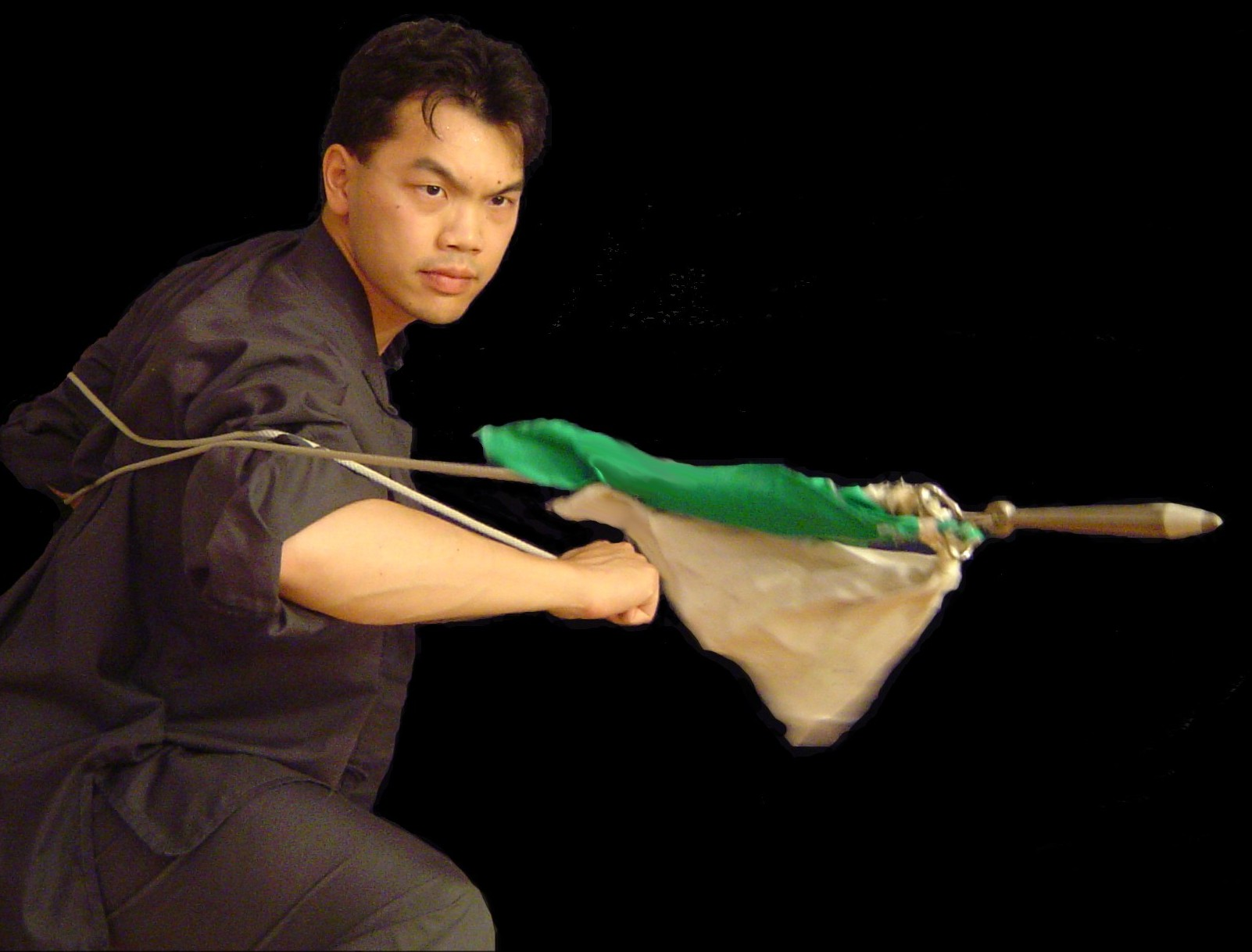
Demonstration hur man använder en Sheng biao.

Sheng biao är en typ av vapen med kinesiskt ursprung. Vapnet består av ett rep och en tyngd placerad i dess ena ände.